# Conservatorio Cesare Pollini

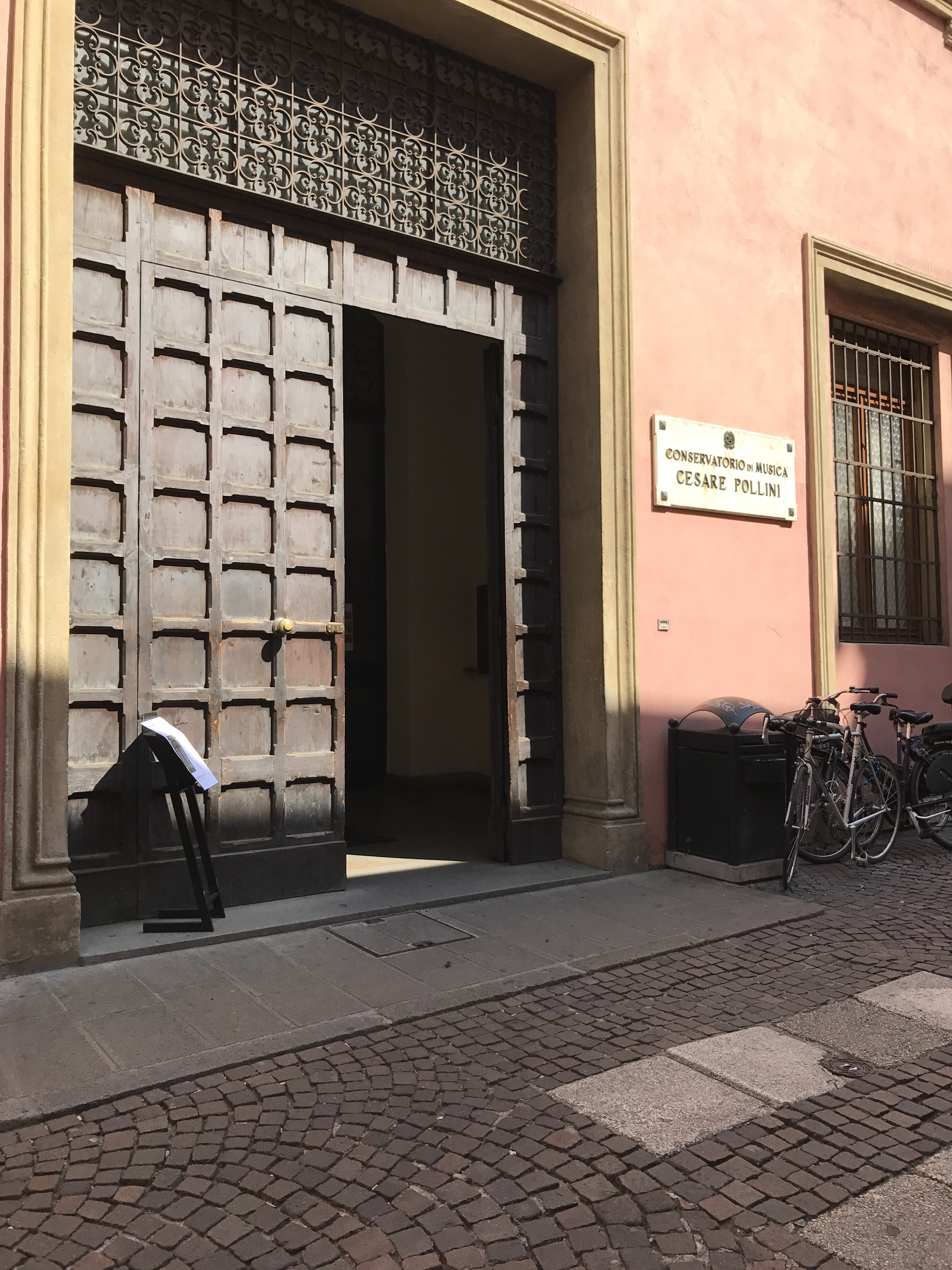
Portal del Conservatorio de Música "Cesare Pollini" en via Eremitani 18.

El Conservatorio Cesare Pollini es un conservatorio de música de Padua.

## Historia
Fue fundado como escuela de música, oficialmente en 1878, con el apoyo del Ayuntamiento de Padua y la Provincia de Padua, y con la colaboración de algunos miembros de la Società del Teatro Nuovo (Sociedad del Teatro Nuevo). Entre las personalidades del Comité de promoción había numerosos intelectuales, a menudo miembros de las familias nobles de Padua, entre los que se encuentran el marqués Buzzacarini, los condes Giustiniani, de Lazara, Leoni, Miari, Piovene, Suman, Zacco, el barón Treves y numerosos otros caballeros dedicados a la vida cultural de la ciudad. Se inauguró el 29 de junio de 1879 con un concierto de cámara en el que también intervino el joven pianista Cesare Pollini, que, en 1882, se convertiría en el director de dicha institución.
En 1901 la escuela renovó su estatuto social, insertando las modificaciones aprobadas en años anteriores y cambiando la denominación a Istituto Musicale di Padova (Instituto Musical de Padua). En 1912, después de la muerte de Pollini a la edad de 54 años, se decidió darle al Instituto su nombre, y la dirección fue tomada por Oreste Ravanello. En 1922 el Instituto obtuvo el reconocimiento de "ente moral autónomo" y el Estatuto fue aprobado por Real Decreto, con Víctor Manuel III de Italia como firmante. Después de la muerte de O. Ravanello ocuparon el puesto de director dos importantes compositores italianos del siglo XX: Gian Francesco Malipiero y, después, Arrigo Pedrollo, que gobernó el Instituto hasta 1958, cuando la dirección se pasó a Wolfango Dalla Vecchia. Siguieron en la dirección el violoncelista Carlo Diletti en el 1962, y en 1966, Silvio Omizzolo, otro compositor.
A principios de los años setenta, el Ministerio de Educación otorgó la estatización en virtud de la cual el Instituto Musical "Cesare Pollini" se convirtió en el Conservatorio Estatal de Música "Cesare Pollini". Los directores fueron Wolfango Dalla Vecchia, Sandro Dalla Libera y Claudio Scimone, hasta el 2002.
A principios de los años ochenta se inauguró el Auditorio Cesare Pollini, importante sala de conciertos de la ciudad con 546 asientos.
Con la aprobación de la Ley de Reforma de los Conservatorios del 1999, los Conservatorios obtuvieron el estatus universitario, como resultado de lo cual se crearon los cursos de Diploma Accademico di Primo Livello (Diploma académico de primer nivel) equivalentes a grados universitarios, y los cursos de Diploma Accademico di Secondo Livello (diploma académico de segundo nivel) equivalentes a másteres universitarios, siendo el Conservatorio de Padua un Instituto de Educación Superior Artística y Musical (Alta Formazione Artistica e Musicale, AFAM).